# Oyasumi Punpun
Boa Noite Punpun (japonês: おやすみプンプン, Hepburn: Oyasumi Punpun) é uma série de mangá escrita e ilustrada por Inio Asano sobre Onodera Punpun, uma criança normal representada na forma de um pássaro. A história conta como ele lida com sua família disfuncional e amigos, seu interesse amoroso, sua adolescência e sua mente hiperativa em momentos trágicos ao longo de sua vida.

## Enredo
Boa noite segue a vida e as experiências de Onodera Punpun, um menino que vive no Japão, bem como alguns de seus amigos. O mangá segue Punpun enquanto ele cresce, dividindo a história em cerca de 4 fases de sua vida: no ensino primário, no ensino secundário, no colégio e nos seus 20 anos de idade.

## Personagens

### Principais
Punpun Punyama (プン山 プンプン, Punyama Punpun) / Punpun Onodera (小野寺 プンプン, Onodera Punpun)
Personagem principal da obra. Punpun é um menino que é retratado o mais frequentemente como um passarinho na infância, embora esteja mostrado também em outras formas no futuro. Quando ele está se sentindo confuso sobre a vida ou deprimido ele consulta "Deus" usando um canto que seu tio lhe ensinou.
Aiko Tanaka (田中 愛子, Tanaka Aiko)
Filha de um membro do culto, Aiko é o principal interesse amoroso de Punpun. Inicialmente, ela quer fugir com Punpun para a cidade de Kagoshima. Ela ocasionalmente assume o sobrenome Orihara (織原, Orihara).
Deus (神, Kami)
Um ser, exibido como uma cabeça de foto realística asiática, que muitas vezes aparece na frente de Punpun em seus momentos de necessidade.
Yuichi Onodera (小野寺 雄一, Onodera Yūichi)
O tio de Punpun que cuida dele enquanto sua mãe está no hospital.
Midori Okuma (大隈 翠, Ōkuma Midori)
A namorada de Yuichi que é dona de uma doçaria. Ela se junta brevemente à família de Punpun durante a escola secundária e ajuda a cuidar dele e de sua família.
Sachi Nanjo (南条 幸, Nanjō Sachi)
Uma jovem mulher que Punpun encontra em sua vida adulta.

### Secundários
Seki Masumi (真澄 関, Masumi Seki)
Um dos amigos de infância de Punpun, que é um colega próximo de Shimizu. Ele é cínico e reservado, mas se importa profundamente com Shimizu.
Ko Shimizu (清水 コー, Shimizu Kō)
Um outro amigo de infância de Punpun. Shimizu tem uma imaginação selvagem e depende de Seki. Mais tarde, ele se junta ao culto de Pegasus.
Toshiki Hoshikawa / "Pegasus" (星川 敏樹, Hoshikawa Toshiki)
O líder de um culto na cidade de Punpun e um personagem secundário recorrente.
Mitsuko Tanaka (田中 光子, Tanaka Mitsuko)
Mãe de Aiko. Ela é cruel e abusiva com sua filha e mostra sinais de ter instabilidade psicológica.
Heiroku Shishido (宍戸 平六, Shishido Heiroku)
O senhorio de Punpun, que se torna seu amigo.
Shuntarō Harumi (晴見 俊太郎, Harumi Shuntaro)
Um dos amigos de infância de Punpun. Ele se torna professor de escola primária.

## Mangá
Os capítulos do mangá foram serializados na revista Weekly Young Sunday e, mais tarde, na Big Comic Spirits da editora Shogakukan de 15 de março de 2007 à 2 de novembro de 2013. A editora Shogakukan compilou e publicou os 147 capítulos em treze volumes em formato tankōbon entre 3 de agosto de 2007 e 27 de dezembro de 2013. Alguns destes volumes foram vendidos como edições especiais limitadas com extras como: uma alça de telefone, camiseta, lápis de cor e óculos sem lente.
No Brasil, o mangá Boa Noite Punpun foi lançado durante a Comic Con Experience (CCXP) de 2018 pela Editora JBC. Os 13 volumes originais foram reorganizados em 7 volumes com capas inéditas e foi concluído em julho de 2019.

## Recepção
Em 2009, o mangá recebeu uma Recomendação do Júri no 13º Japan Media Arts Festival Awards. A série foi nomeada para o Eisner Award de 2017 na categoria "Melhor Edição dos Estados Unidos de Material Estrangeiro — Ásia", pelos seus primeiros quatro volumes.